# VfV 06 Hildesheim
VfV 06 Hildesheim là một câu lạc bộ bóng đá Đức có trụ sở tại Hildesheim, Niedersachsen.

## Danh hiệu
- Niedersachsenliga
  - Á quân: 2015